# شريف الجيار
شريف الجيار كاتب وناقد أدبي وأكاديمي ومترجم مصري، وأستاذ مساعد في النقد والأدب المقارن بكلية الآداب في جامعة بني سويف.

## حياته
ولُد شريف سعد محمد الجيار بمحافظة القاهرة عام 1970، وتخرج من قسم اللغة العربية في كلية الآداب بجامعة عين شمس، وحصل على درجة الماجستير في الآداب في تخصص النقد الأدبي الحديث من قسم اللغة العربية وآدابها في كلية الآداب بجامعة عين شمس في يناير من عام 1998 بتقدير امتياز، وكانت الرسالة التي نال عنها درجة الماجستير بعنوان «الظواهر الأسلوبية في شعر إبراهيم ناجي»، وشرف عليها الكاتب والأكاديمي المصري الدكتور صلاح فضل، ثم حصل على درجة الدكتوراه في النقد والأدب المقارن مع مرتبة الشرف الأولى من قسم اللغة العربية وآدابها في كلية الآداب بجامعة عين شمس في شهر مارس من عام 2003 عن دراسة بعنوان «روايات إحسان عبد القدوس ذات الاتجاه النفسي، ومصادرها الأجنبية - دراسة مقارنة في التقنيات الفنية والتداخل الحضاري»، والتي أشرف عليها الدكتور صلاح فضل، وقد أوصت الجامعة بطبع الدراسة وتبادلها مع الجامعات الأخرى، ثم نال شهادة ما بعد الدكتوراة في النقد الأدبى والأدب المقارن من جامعة شيكاغو بالولايات المتحدة الأمريكية عام 2010، وهو عضو بلجنة الدراسات اللغوية والأدبية التابعة للمجلس الأعلى للثقافة منذ أول ديسمبر عام 2015، وحتى الآن، كما أنه عضو عامل بنادي القصة بالقاهرة، وعضو عامل بأتيليه القاهرة التابع لجمعية الفنانين والكتاب، وأحد مؤسسي جمعية قراءة للنقد والترجمة، ومحكم في العديد من المسابقات الثقافية المصرية والعربية والدولية مثل جائزة الشارقة للإبداع العربي في دورتها الـ22، والتي أقيمت في القاهرة عام 2019، كما شغل منصب رئيس قطاع النشر بالهيئة المصرية العامة للكتاب حتى يونيو 2016.
أختير شريف الجيار في عام 2016 للعمل ضمن هيئة تحرير مجلة إندونيسية الدولية للدراسات الإسلامية، والتى تصدر بشكل نص سنوي عن إدارة الدراسات العليا بجامعة سوراكارتا الإندونيسية الحكومية بثلاث لغات هي الإنجليزية، والعربية، والإندونيسية، كما تمّ اختياره في نفس العام ضمن اللجنة العلمية لمجلة العلوم الإنسانية الدولية المحكمة، والتى تصدر بشكل نصي سنوي عن كلية العلوم الثقافية بجامعة غاجاه مادا بأندونسيا باللغات الإنجليزية، والعربية، والإندونيسية.
اختارت مجلة كلية الآداب بجامعة ذي قار بالعراق الدكتور شريف الجيار في عام 2018 ضمن الهيئة الاستشارية العلمية المحكمة للمجلة. وفي عام 2020 اختير الدكتور شريف الجيار ضمن الهيئة العلمية لمجلة ذو المجاز المحكمة المتخصصة في الأدب والنقد، والتي تصدر عن كلية الآداب والعلوم الإنسانية بجامعة شعيب الدكالي في المغرب.

## أعماله ومؤلفاته
صدر للكاتب شريف الجيار العديد من المؤلفات والدراسات النقدية، ومنها:
- شعر إبراهيم ناجي - دراسة أسلوبية بنائية: صدر عام 2004 عن دار الثقافة المصرية بالقاهرة، ثم أعادت الهيئة المصرية العامة للكتاب طبعه في عام 2009.[11]
- التداخل الثقافي في سرديات إحسان عبد القدوس: صدرت عام 2005 عن الهيئة المصرية العامة لقصور الثقافة بالقاهرة ضمن سلسلة كتابات نقدية.[12]
- أثر ألف ليلة وليلة في السرد المصري المعاصر: صدرت عام 2010 عن مجلة كلية الآداب بجامعة الزازيق.[13]
- السارد الإثنوجرافي في أدب جمال الغيطاني الروائي

### أهم الأبحاث
- الراوي في رواية الواقعية السحرية في مصر (رواية ظلال حائرة لعبد المنعم شلبي نموذجًا): قدّم هذا البحث للمؤتمر العلمي الثالث لقسم اللغة العربية في كلية الآداب بجامعة بني سويف، والذي أقيم في يومي 8 و9 أبريل عام 2006 حول رواية ما بعد الحداثة.
- الرؤية السردية في أدب نجيب محفوظ الروائي (رواية اللص والكلاب نموذجًا): قدّم هذا البحث للمؤتمر العام للأدباء والكتاب العرب، والذي نظمه اتحاد كتاب مصر، وأقيم في الفترة ما بين 21 و23 نوفمبر عام 2006 بعنوان «نجيب محفوظ والرواية العربية».
- أدب إحسان عبد القدوس بين القبول والرفض: قدّم هذا البحث خلال لندوة المجلس الأعلى للثقافة حول إحسان عبد القدوس، والتي أقيمت في القاهرة يومي 10 و11 يناير عام 2007.[14]

### أهم التراجم
- الحديقة السرية (رواية): للكاتبة الروائية والمسرحية الإنجليزية فرانسيس هودسون برنيت، وصدرت الترجمة بالعربية عام 2016 عن المركز القومي للترجمة بالقاهرة.[15]

## الجوائز
حظي شريف الجيار بتكريم العديد من الجهات المحلية والدولية، وحصل على عدد من الجوائز الأدبية، ومن أهمها:
- التكريم من جامعة 11 مارس في سولو بإندونيسيا عام 2017.[16]